# Styela brevigaster
Styela brevigaster is een zakpijpensoort uit de familie van de Styelidae. De wetenschappelijke naam van de soort is voor het eerst geldig gepubliceerd in 1988 door Millar.